# Il più grande amore
Il più grande amore è un film del 1915 diretto da Enrico Novelli.